# Mönchs Posthotel

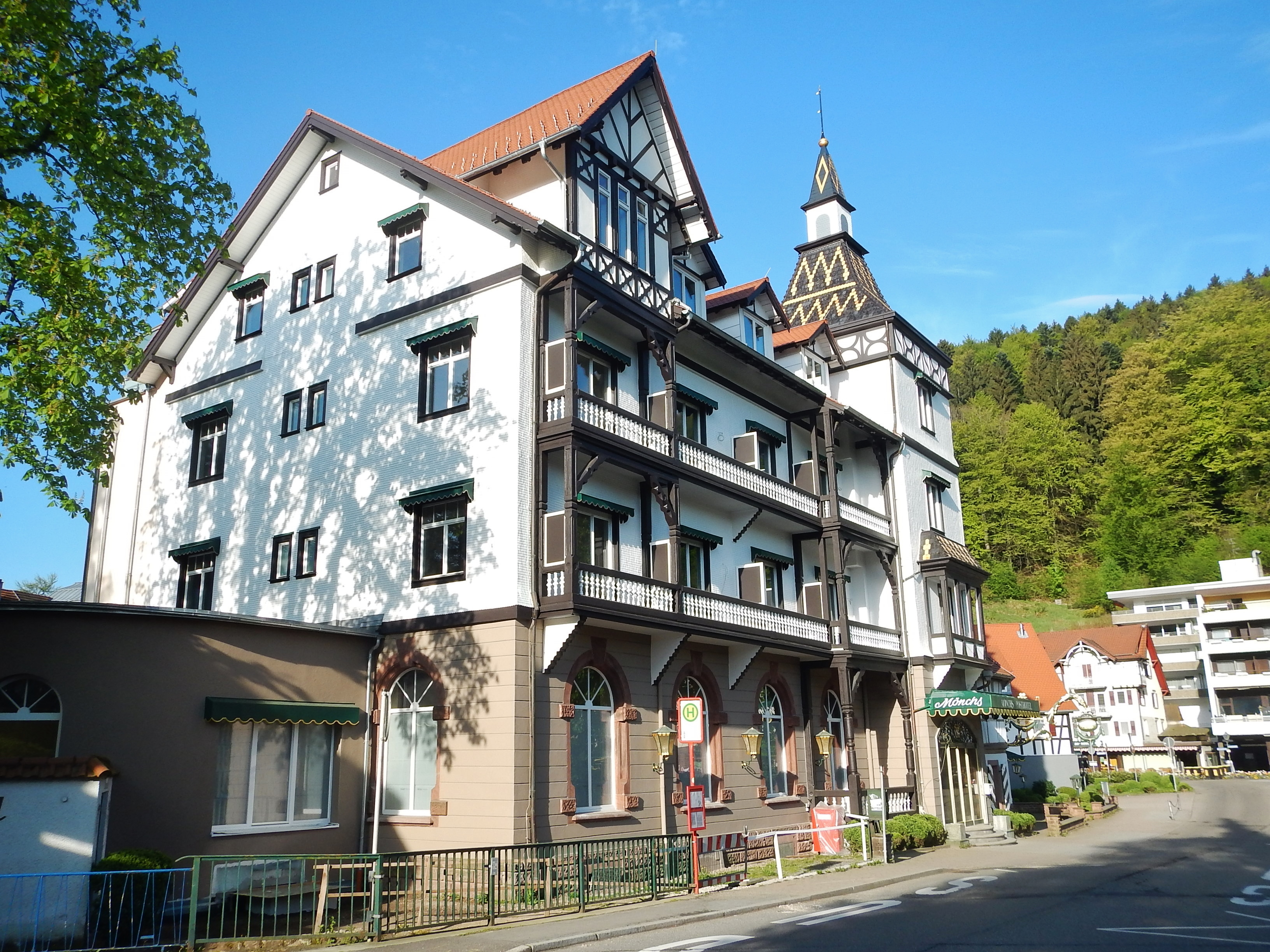
Mönchs Posthotel

Mönchs Posthotel in Bad Herrenalb ist ein denkmalgeschütztes ehemaliges Hotel am Rathausplatz, das an eine Klosterschänke angeschlossen ist.
Es ist eines der ältesten Gasthäuser Süddeutschlands, dessen Geschichte sich bis ins Jahr 1148 zurückverfolgen lässt.
Zudem fällt es durch den mysteriösen Tod seines letzten Besitzers und die darauf folgenden Besitzstreitigkeiten auf.
Seit 2009 ist das Posthotel ein bauwirtschaftlicher Brennpunkt in der Region, der durch internationalen Verkauf und ständige Planungsänderung auffällt.

## Entstehungsgeschichte
Das damalige Gasthaus wurde 1863 von Karl Andreas Mönch erworben und 1890 um 60 Gästezimmern erweitert.
Seither hatten fünf Generationen der Familie Mönch das Hotel zu einem der bekanntesten deutschen Gourmets Hotels ausgebaut.
1968 war Werner Mönch in der dritten Generation Hotelier. Er gründete den Golfclub Bad Herrenalb-Bernbach, um den Tourismus anzutreiben.
Das Hotel war seit 1979 Mitglied in der Vereinigung Relais & Châteaux. Die Küche des Restaurants war 28 Jahre lang mit einem Stern des Guide Michelin dekoriert.

## Tod des Besitzers
Das Hotel verlor im weiteren Verlauf durch Abwanderung der Spitzenköche den Michelinstern und geriet durch Hochwasser, Geldforderungen und Baustellen in die Insolvenz.
Der letzte Besitzer Hubert Mönch kam in diesem Zusammenhang auf ungeklärte Art zu Tode.
Er hatte eine Privatwohnung im Hotel. Man fand ihn jedoch tot in der Hotelküche. Er war durch das Oberlicht der Küche vom Dach der Küche in einen Besteckkasten hineingestürzt und verblutet.
Das Dach der Hotelküche konnte man nur vom Balkon der Privatwohnung von Hubert Mönch betreten, indem man zwei Meter Höhe durch einen Sprung oder Klettern nach unten überbrückt.
Die Kriminalpolizei schloss deshalb Mord nicht aus, da die Balkontüre zum Balkon der Privatwohnung von innen verriegelt war.
Mönch könnte vom Balkon auf das Dach der Küche gestoßen worden und durch das Oberlicht gefallen sein.
Die Spekulationen gingen demnach von Selbstmord aufgrund Insolvenz bis hin zu Totschlag durch Schuldeneintreiber oder einen unbezahlten Angestellten.
Der Tod von Hubert Mönch wurde nie restlos aufgeklärt.

## Verkauf an niederländische Investoren
Jahrelang stand das Gebäude leer, bis die niederländische Familie Koeman das Hotel und die Nachbarbauten für 1,4 Millionen Euro im Jahr 2006 erwarb.
Koeman beabsichtigte über seine Firma Danko-Immobilien GmbH eine Grundsanierung und Instandsetzung des denkmalgeschützten Gebäudes und der angeschlossenen Klosterschänke.
Jedoch stieß die niederländische Familie von Immobilienunternehmern von vorneherein auf ortsrechtlichen Widerstand und bürgerliche Missgunst, was auf die denkmalschutzrechtlichen Vorgaben, den tragischen Werdegang des Baukörpers, ein streng geführtes Bauamt und schleppende Planung durch den beauftragten Architekten zurückzuführen war.
Aufgrund dieser Konflikte entschloss sich die Familie Koeman im Jahr 2010, das Hotel wieder zu verkaufen.

## Verkauf an sibirische Investoren
Über den Kontaktmann Vadim Eisenkrein aus Baden-Baden wurde das Hotel an eine sibirische Investorengruppe für 2,2 Millionen Euro vermittelt. Am 9. Februar 2011 unterschrieben die neuen Eigentümer und Bad Herrenalbs Bürgermeister Norbert Mai (CDU) einen städtebaulichen Vertrag, verbunden mit dem Verkauf eines städtischen Grundstückes an der denkmalgeschützten Klostermauer. Ende 2012 sollte das Projekt abgeschlossen sein.
Die Abzahlung des Hotels durch die Investoren erfolgte jedoch von vorneherein zögerlich, so dass der endgültige Verkauf erst nach Androhung von rechtlichen Folgen durch die Danko Immobilien GmbH stattfand. 2012 wurde schlussendlich die Mönchs Posthotel & Spa GmbH gegründet über die sämtliche Zahlungen erfolgen sollten.
Geschäftsführer war der Kontaktmann ukrainischer Herkunft Vadim Eisenkrein. Eisenkrein hatte bereits damals einen fragwürdigen Ruf, da er in der Vergangenheit wegen vermeintlichem Waffenhandel in Untersuchungshaft saß. Eisenkrein handelte nebenher über zahlreiche Subunternehmen wie beispielsweise der Baden Baden Contact GmbH in Baden-Baden parallel mit Permanentaufenthaltsgenehmigungen für russische Familien im Schwarzwald.

## Krise des Bauvorhabens
Ein Treuhandkonto für die zwischenzeitlich über Russland geleisteten Zahlungen wurde vom zuständigen Architekten Alfred Abel bei der Sparkasse Bad Herrenalb eingerichtet und verwaltet. Sämtliche Zahlungen erfolgten schleppend und offene Handwerkerrechnungen für bereits verrichtete Arbeiten wurden flächendeckend erst nach dritter Mahnung geleistet. Aus diesem Grund trennten sich die sibirischen Investoren auf Anraten des Architekten vom Mittelsmann Eisenkrein und der Baden-Baden Contact GmbH, um die Mönchs Posthotel & Spa GmbH selbst zu übernehmen.
Das Bauvorhaben wurde planerisch permanent modifiziert. Im Hauptkörper des Hotels sollten neben Hotel Zimmern ein SPA-Bereich zum Innenhof angebaut werden. Der Innenhof sollte durch zwei Appartementriegel mit darunterliegender Ladenzeile gebildet werden. Die Gesamtkosten für den maßgeblichen Eingriff lagen laut Kostenschätzung bei 13 Millionen Euro. Im Gegenzug forderten die russischen Investoren eine Permanentaufenthaltsgenehmigung in Deutschland.
Da jedoch der Bebauungsplan für die Baugrundstücke keine Appartementnutzung vorsieht, sondern lediglich für Hotelnutzung ausgeschrieben worden ist, stieß das Bauvorhaben von vorneherein auf landesrechtlichen Widerspruch. Der Verfasser des Bebauungsplanes, Prof. Baldauf aus Stuttgart, ließ sich nicht auf die auf ortsrechtlicher Ebene angeforderten Änderungswünsche im BP ein. Das Bauvorhaben wurde daraufhin 2013 vor dem Landtag in Stuttgart vom herrenalber Bürgermeister Norbert Mai (CDU) und dem Architekten vorgestellt. Eine Freigabe auf landesrechtlicher Ebene erfolgte jedoch nicht.
Seither wurde lediglich das Hauptgebäude teilsaniert. Die Appartementriegel kamen nicht zur Ausführung. Immer wieder kam es zu Verzögerungen am Bau und zu unfachmännischer Bauausführung, da die Mönchs Posthotel & Spa GmbH anfing eigene Bauarbeiter anzustellen, die fachlich nicht ausgebildet waren, während die Zahlungen für offene Rechnungen an lokale Handwerksbetriebe lange zurückgehalten wurden. Dies führte zu einem generellen Vertrauensverlust gegenüber den Investoren.